# Gold (1934)
Gold ist ein Science-Fiction-Film von Karl Hartl über die künstliche Herstellung von Gold. In den Hauptrollen spielen Hans Albers und Brigitte Helm. Die Uraufführung erfolgte am 29. März 1934 im Ufa-Palast am Zoo von Berlin. Der Film wurde ab 14 Jahren freigegeben.

## Handlung
Professor Achenbach und sein wissenschaftlicher Mitarbeiter, der Ingenieur Werner Holk, arbeiten – uneigennützig und zum Wohle der Menschheit, wie sie glauben – an einer sensationellen Erfindung. In ihrem riesenhaften Laboratorium sind die modernen Alchimisten  dabei, mittels Atomzertrümmerung bei mehreren Millionen Volt Blei in Gold umzuwandeln. Doch es gibt finstere Gegner, die den Erfolg dieser Forschungen um jeden Preis verhindern möchten. Bei einem Sabotageakt, infolge dessen das Laboratorium in die Luft fliegt, kommen auch der alte Professor und dessen Assistent Becker ums Leben. Holk will unbedingt herausfinden, wer hinter der Ermordung des von ihm hoch verehrten Lehrmeisters steckt. Während die Presse die Forschungen kritisiert und die Explosion einzig als Resultat von Leichtsinn und pseudowissenschaftlichem Humbug bezeichnet wird, versucht Holk Achenbach und beider Arbeit zu rehabilitieren.
Als Drahtzieher hinter dem Sabotageakt erweist sich bald ein schottischer Großindustrieller namens John Wills, der über gewaltige Bleivorkommen verfügt. In seinem Hunger nach Macht und Gold ist dieser skrupellos in der Umsetzung seiner Ziele. Holk lässt sich von Wills in dessen Firma einstellen, ahnt er doch, dass dieser hinter dem Sabotageakt und der Ermordung Achenbachs und Beckers stecken könnte. Eines Tages stößt der Achenbach-Adept in die unter dem Meeresboden gelegenen Forschungsanlagen des Wills-Reiches vor und erkennt, dass sein Gegenspieler einen eigenen, unterirdischen Laborkomplex aus dem Boden gestampft hat, der Professor Achenbachs Apparaturen fatal ähnelt. 
Währenddessen becirct Wills Tochter, die schöne Florence, Werner Holk. Nachdem sie zwei Männer zur Rede gestellt hat, die im Auftrag ihres Vaters Holks Gepäck durchsuchten, warnt sie Holk vor ihrem eigenen Vater und macht ihm klar, dass Holk ganz offensichtlich unter Beobachtung steht. Dieser erkennt in einer eventuellen Romanze mit Florence die Möglichkeit, auf diese Weise von ihrem Vater unbegrenzt Kapital für die Fortsetzung seiner und Achenbachs Forschung zu erhalten. Schließlich gelingt ihm sein Experiment -- zugleich der Beweis dafür, dass John Wills die Forschungsergebnisse zu seinem eigenen Nutzen von Achenbach hat stehlen lassen und somit auch für den Tod des Professors verantwortlich ist.
Holk entscheidet sich dafür, dem gierigen und skrupellosen Kapitalisten Wills ein für alle Mal das Handwerk zu legen: Erst übergibt er Wills das künstlich geschaffene Edelmetall, in der Hoffnung, dass Wills’ Gier obsiegen wird. Holk wird recht behalten, und sogleich warnen Presse und Banken vor einer Goldschwemme und davor, dass die Kurse ins Bodenlose stürzen. Dann zerstört Holk alle Apparaturen, mit denen Wills seine enormen Bleivorkommen im wahrsten Sinne des Wortes zu vergolden sucht. Als dieser wie von Sinnen Holks Zerstörungswerk aufhalten will und dem Deutschen den Rückweg abschneiden will, kommt er selbst ums Leben. Holk hingegen hat erkannt, dass in Zukunft sein Lebenssinn weder in der Vermehrung von Gold noch in den Armen der kühlen Florence liegt, sondern vielmehr bei seiner Verlobten, der weit weniger mondänen, aber zutiefst anständigen Margit.

## Produktionsnotizen
Gedreht wurde der in der Herstellung recht aufwendige Film bei Kiel und vor Rügen (Außenaufnahmen) von Ende 1933 bis März 1934. Als Yacht von John Wills fungierte die Savarona, die 1931 in Hamburg gebaut worden war und damals eine der größten Yachten der Welt war. Bei der Uraufführung erhielt der Film das Prädikat Künstlerisch und wurde ab 14 Jahren zugelassen (Jugendfrei). Die Wiederaufführung nach dem Krieg erfolgte am 27. August 1972 im ZDF.
Der Science-Fiction-erprobte Filmarchitekt Otto Hunte (Metropolis) entwarf die beeindruckenden, futuristischen (Laboranlagen) Kulissen, für die Spezialeffekte sorgten Theo Nischwitz und Ernst Kunstmann. Einer Notiz zu dem Film in Reclams-Universum zufolge wurden für den Film „in riesigen Hallen die modernsten Apparaturen in übersteigerten Größenverhältnissen unter Mitarbeit unserer größten technischen Firmen“ aufgebaut.
Gold lief noch im selben Jahr (1934) in Finnland, Dänemark und den USA an.
Produzent Alfred Zeisler und Darstellerin Lien Deyers heirateten im August 1934.
Mit L’or wurde zeitgleich auch eine französische Fassung von Gold hergestellt. Hartl wurde für die fremdsprachigen Dialogszenen der französische Regisseur Serge de Poligny zur Seite gestellt. Die Albers-Rolle übernahm Pierre Blanchar, während Brigitte Helm ihre eigene Rolle auch dort spielte. Die Uraufführung erfolgte in Paris am 1. Juni 1934. Diese Fassung lief 1935 auch in Portugal und der Türkei an.
Filme wie dieser, in dem Brigitte Helm ein weiteres Mal auf den Part der femme fatale festgelegt worden war, ließen in ihr im darauf folgenden Jahr den Entschluss reifen, sich von der Schauspielerei zurückzuziehen.
Die alliierten Militärbehörden belegten die Aufführung des Films 1945 mit Verbot.

## Kritik
Voller Pathos lobte Oskar Kalbus’ Vom Werden deutscher Filmkunst den Film: „Mit kühnen und grandiosen Bildern über und unter der Erde hat Karl Hartl diesen Film gestaltet, dessen tiefster Gehalt die überwältigende Poesie der modernen Technik ist. Unvergeßlich prägt sich dem Filmbeschauer die Schönheit der Maschinen, der Zauber der elektrischen Strahlen ein. Es klingt das Hohelied der Technik durch den Film, die keine Grenzen menschlichen Geistes und menschlichen Vermögens anerkennen will und aus formlosen Massen der Maschinen von gestern sich zur künstlerischen Formengestaltung von heute entwickelt hat: stählerne Romantik unserer Zeit!“
Die Nachkriegskritik fand eine deutlich nüchternere Sprache. Das große Personenlexikon des Films merkte an: Nachdem der Regisseur bei F.P.1 antwortet nicht "eine sichere Hand für Science-Fiction-Stoffe bewiesen hatte, erhielt Hartl im Spätherbst 1933 die Regie zu „Gold“ angeboten, wieder mit F.P.1-Star Hans Albers in der Hauptrolle. Erzählt wird die dramatische Geschichte um die künstliche Herstellung des Edelmetalles, und wie schon bei „F.P.1“ sind auch in diesem Hartl-Abenteuer einige Finsterlinge, Agenten und Saboteure daran interessiert, dass eine Menschheitsvision scheitert."
Das Lexikon des Internationalen Films schrieb: „Utopisches Abenteuer, das von Hans Albers und einem für die Entstehungszeit bemerkenswertem technischen Aufwand lebt.“